# Oleg Kožemjakin
Oleg Andreevič Kožemjakin (in russo Олег Андреевич Кожемякин?; Kryvyj Rih, 30 maggio 1995) è un calciatore russo, difensore del Soči.

## Caratteristiche tecniche
È un difensore centrale.

## Carriera
Ha esordito in Prem'er-Liga l'11 agosto 2020 disputando con la maglia del Rotor l'incontro perso 2-0 contro lo Zenit San Pietroburgo.

## Palmarès

### Club

#### Competizioni nazionali
- Pervenstvo Futbol'noj Nacional'noj Ligi: 2

Rotor: 2019-2020
Torpedo Mosca: 2021-2022